# Warningcamp
Warningcamp – wieś w Anglii, w hrabstwie West Sussex, w dystrykcie Arun. Leży 18 km na wschód od miasta Chichester i 78 km na południe od Londynu. W 2001 miejscowość liczyła 161 mieszkańców.